# عطر امرأة (فلم)
عطر امرأة (بالإنجليزية: Scent of a Woman) فيلم أمريكي تراجيدي من بطولة آل باتشينو بدور عميد متقاعد أعمى يرافقه شاب أثناء قضاء الأخير للإجازة الصيفية من الجامعة، وهو الفيلم الوحيد الذي نالَ فيه آل باتشينو جائزة الأوسكار لأفضل ممثل. الفيلم من إخراج مارتن برست وصدر عام 1992.

## قصة الفلم
الكولونيل المتقاعد فرانك سليد الذي فقد بصره أثناء الخدمة في جيش الولايات المتحدة، وعلى الرغم من إقامته مع أقاربه، إلا أنه منعزل عنهم بعض الشيء، كما أنه يحتاج إلى مرافق له لمساعدته في أمور حياته الشخصية، حتى قامت بنت أخت الكولونيل سليد بوضع إعلان بإحدى المدارس وتطلب فيه مرافق للكولونيل سليد. وبالفعل يتقدم الشاب الفقير تشارلز سيمز لهذه الوظيفة، ويبدأ بمقابلة الكولونيل سليد، ولكن لم تسير الأمور بشكل جيد بعد مناقشة حاده بينهما، سببها الكولونيل سليد الذي أصبح متهور وغاضب ومتهور بشكل دائم بعد أن صار أعمى. ولكن يوافق تشارلز على مرافقة الكولونيل رغم ذلك، لتبدأ المغامرة والدخول بعالم جديد ومختلف، كما أنه يفاجئ بأن الكولونيل قد إشترى تذكرتين لهما للذهاب إلى مدينة نيويورك لقضاء عطلة نهاية الأسبوع حيث لم يكن ينوى الكولونيل التنزه ولكن الإنتحار، كما ينجح تشارلز في إنقاذ الكولونيل سليد ويجعله يعدل عن تلك الفكرة ومنذ تلك اللحظة شعر الكولونيل سليد بأنه مدين لتشارلز لإنقاذه ومساعدته في الخروج من تلك المحنة.
يتعرض تشالز إلى مشكلة كبيرة بالمدرسة، ولإنشغال والديه الدائم بعملهما، يقرر الكولونيل الذهاب معه بدلاً من والديه وينجح في إخراجه من هذه المشكلة. وثم يعود الكولونيل إلى منزله ويغير معاملته تماماً مع أحفاده ويعيش معهم بسعاده غامرة.

## روابط خارجية
- عطر امرأة على موقع IMDb (الإنجليزية)
- عطر امرأة على موقع ميتاكريتيك (الإنجليزية)
- عطر امرأة على موقع الموسوعة البريطانية (الإنجليزية)
- عطر امرأة على موقع روتن توميتوز (الإنجليزية)
- عطر امرأة على موقع نتفليكس (الإنجليزية)
- عطر امرأة على موقع قاعدة بيانات الأفلام العربية
- عطر امرأة على موقع ألو سيني (الفرنسية)
- عطر امرأة على موقع Turner Classic Movies (الإنجليزية)
- عطر امرأة على موقع أول موفي (الإنجليزية)
- عطر امرأة على موقع بوكس أوفيس موجو (الإنجليزية)